# Pjotr Dmitrijewitsch Boborykin
Pjotr Dmitrijewitsch Boborykin  (russisch Пётр Дмитриевич Боборыкин, wiss. Transliteration Petr Dmitrievič Boborykin; * 15. Augustjul. / 27. August 1836greg. in Nischni Nowgorod, Russland; † 12. August 1921 in Lugano, Schweiz) war ein russischer Schriftsteller.

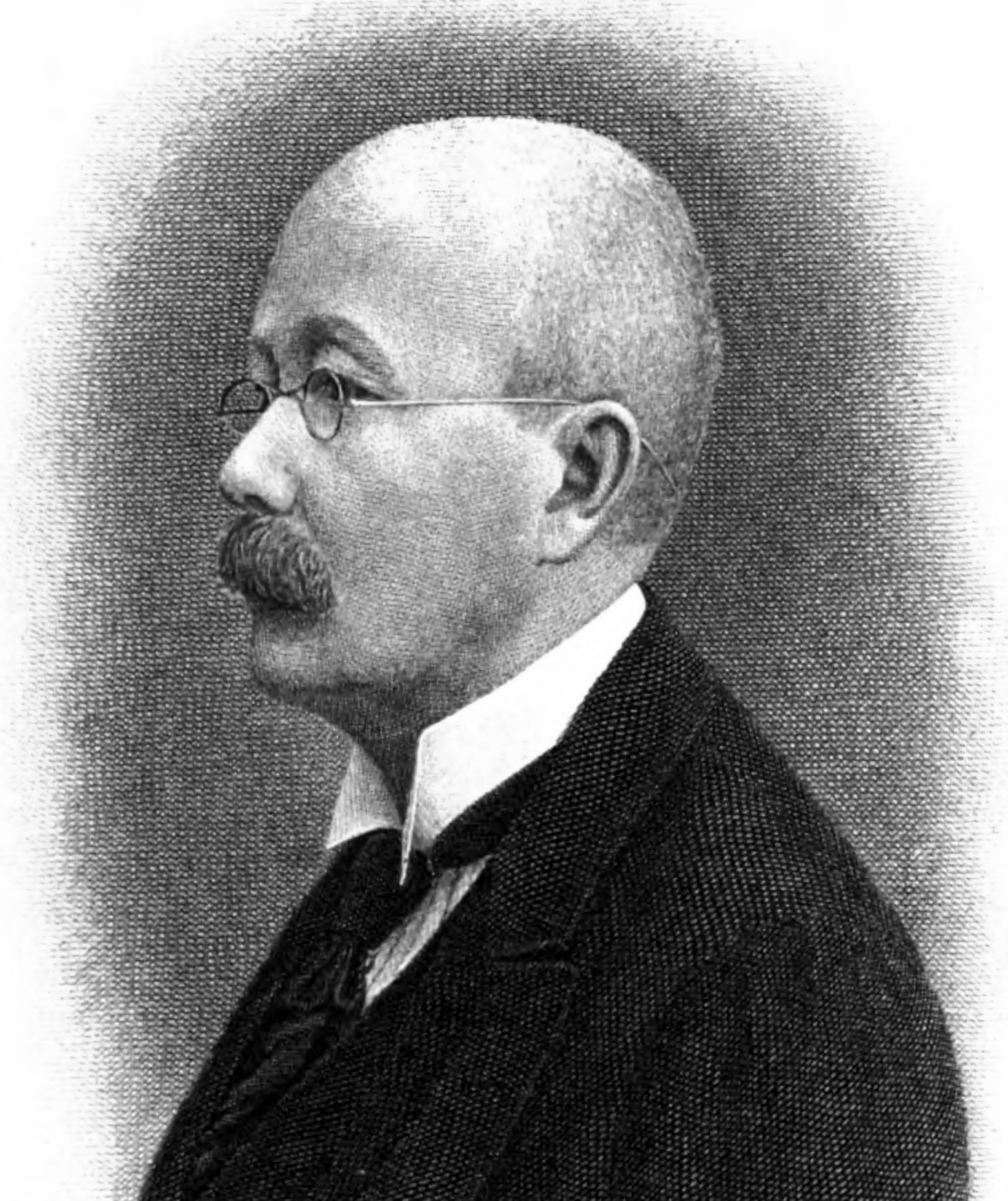
Pjotr Boborykin (vor 1900)

## Leben
Boborykin studierte an der juristischen Fakultät der Universität Kasan und an der Fakultät für Physik und Mathematik der Kaiserlichen Universität Dorpat. Sein umfangreiches Gesamtwerk, zu dem Dramen, Romane, Erzählungen und kritische Essays gehören, vermittelt ein Bild der geistigen und gesellschaftlichen Wandlungen von der Mitte des 19. Jahrhunderts bis ins 20. Jahrhundert, besonders in der Schicht der russischen Intelligenzija. Seine literarische Karriere begann in den 60er Jahren des 19. Jahrhunderts. In einem Artikel unter dem Titel Schönheit, Leben und Kreativität, der 1893 erschien, kritisierte er die ästhetischen Anschauungen von Tschernyschewski. Deutsch übersetzt erschienen unter anderem die Romane Abendländisches Opfer (1868, dt. 1893) und Kitai-Gorod (1882, dt. 1895). Im Jahre 1902 wurde Boborykin zum Ehrenmitglied der russischen Akademie gewählt. Im Jahre 1914 emigrierte er und starb am 12. August 1921 in der Schweiz.